# Ścieżka przyrodniczo-leśna „Nad Bukówką”
Ścieżka przyrodniczo-leśna „Nad Bukówką” – ścieżka dydaktyczno-przyrodnicza, znajdująca się na krańcach Puszczy Drawskiej, niedaleko wsi Smolarnia, w powiecie czarnkowsko-trzcianeckim, w województwie wielkopolskim.
W skład ścieżki wchodzi podworski park na terenie piaszczystego grzbietu, powstałego podczas ostatniego zlodowacenia. W parku rośną m.in. buki, jawory, sosny, lipy, graby oraz dęby, spośród których najstarszy jest liczący okołu czterystu lat dąb szypułkowy „Wojtek” o obwodzie 7,5 m i 24 m wysokości. W lesie można również zobaczyć olszę czarną z trzema konarami zrośniętymi z jaworem.
Niecały kilometr od wsi Smolarnia, na obszarze Leśnictwa Smolary, rosną dwa buki o wartości historycznej. Drzewa zostały posadzone na ówczesnej granicy między Księstwem Warszawskim a Królestwem Prus. Buki, które objęte są ochroną, noszą nazwę „Buki graniczne Księstwa Warszawskiego”.
Na trasie można zobaczyć:
- park i Staw Rychlicki
- pomnik przyrody – dąb „Wojtek”
- martwe i dziuplaste drzewa
- torfowisko
- bobry
- źródlisko
- cmentarzyk (niemiecki, ewangelicki)
- punkt przeciwpożarowy i punkt czerpania wody
- odnowienie lasu
- jadalne owoce w lesie
- fazy rozwojowe drzewostanu
- podział powierzchniowy lasu
- wyłączony drzewostan nasienny